# Markopoulo
Markopoulo este un oraș în Grecia.